# .240 Apex
El.240 Magnum Rimless Holand & Holand (también conocido como el .240 Apex o el .240 Super Express) es un cartucho de rifle de fuego central desarrollado por los armeros ingleses de Holland & Holland por 1919, principalmente la caza mayor de ciervos en zonas descampadas.
Al igual que con otros calibres de la época, desarrollados sin anillo en la base, para ser usados en rifles de cerrojo, variante anillada y sin cinturón, conocida como el .240 Super Express o el .240 Flanged Magnum o .240 H&H Flanged, fue desarrollada simultáneamente para rifles de cañón basculante y drillings.

## Caracetrísticas
Balísticamente, el .240 H&H es muy similar al .243 Winchester. Con un proyectil de 100 granos (6.5 g) con un diámetro de .245 pulgadas genera una velocidad de salida de aproximadamente 2,900 pies por segundo (880 m/s), y cuando se carga en la misma presión que el .243 WSSM utilizando pólvoras modernas, el .240 H&H es ligeramente superior.

## Comparación
Comparando el .240 Apex cargado con proyectiles de 100 grains, el cual genera una velocidad de salida de 2,900 pies por segundo y una energía de 2,529 J, es unos 500 pies por segundo más lento que el .240 Weatherby Magnum, el cual genera unos 3,494 J de energía y al .244 Holland & Holland Magnum (3,500 pies por segundo, 3,690 J) Sin embargo, es prácticamente similar al .243 Winchester,al .246 Purdey (ambos con una velocidad de salida apenas 50 pies por segundo mayor), al 6mm Remington y al .243 Winchester Super Short Magnum, ambos con velocidades de salida de aproximadamente 3,100 pies por segundo.